# Wereldkampioenschappen judo 2013
De wereldkampioenschappen judo 2013 werden van 26 augustus tot en met 1 september gehouden in het Ginásio do Maracanãzinho in Rio de Janeiro in Brazilië. Er stonden zestien onderdelen op het programma, acht voor mannen en acht voor vrouwen.

## Deelnemers

### Nederland
Bondscoaches Marjolein van Unen (vrouwen) en Maarten Arens (mannen) selecteerden zeventien judoka's voor de WK in Rio de Janeiro, van wie acht debutanten. De vrouwen kwamen op zondag 1 september in actie bij de landenwedstrijd. 
Mannen
– 60 kg — Jeroen Mooren, Mikos Salminen
– 66 kg — Geen deelnemer
– 73 kg — Dex Elmont
– 81 kg — Neal van de Kamer
– 90 kg — Guillaume Elmont, Noël van 't End
–100kg — Henk Grol
+100kg — Roy Meyer
Vrouwen
–48 kg — Geen deelneemster
–52 kg — Birgit Ente, Miranda Wolfslag
–57 kg — Juul Franssen, Sanne Verhagen
–63 kg — Anicka van Emden
–70 kg — Kim Polling, Linda Bolder
–78 kg — Iris Lemmen, Marhinde Verkerk
+78 kg — Geen deelneemster

## Medailles

### Mannen
| Onderdeel           | Goud            | Goud    | Zilver                    | Zilver  | Brons                             | Brons           |
| ------------------- | --------------- | ------- | ------------------------- | ------- | --------------------------------- | --------------- |
| Klasse tot 60 kg    | Naohisa Tahato  | JPN     | Dashdavaagiin Martüvshin  | MGL     | Kim Won-Jin Orkhan Safarov        | KOR AZE         |
| Klasse tot 66 kg    | Masashi Ebinuma | JPN     | Azamat Mukanov            | KAZ     | Masaaki Fukuoka Georgii Zantaraia | JPN UKR         |
| Klasse tot 73 kg    | Shohei Ono      | JPN     | Ugo Legrand               | FRA     | Dirk Van Tichelt Dex Elmont       | BEL NED         |
| Klasse tot 81 kg    | Loïc Pietri     | FRA     | Avtandil Tchrikichishvili | GEO     | Ivan Vorobev Alain Schmitt        | RUS FRA         |
| Klasse tot 90 kg    | Asley Gonzalez  | CUB     | Varlam Liparteliani       | GEO     | Kirill Denisov Ilias Iliadis      | RUS GRE         |
| Klasse tot 100 kg   | Elkhan Mammadov | AZE     | Henk Grol                 | NED     | Dimitri Peters Lukáš Krpalek      | GER CZE         |
| Klasse boven 100 kg | Teddy Riner     | FRA     | Rafael Silva              | BRA     | Andreas Tölzer Faicel Jaballah    | GER TUN         |
| Team                | Georgië         | Georgië | Rusland                   | Rusland | Japan Duitsland                   | Japan Duitsland |

### Vrouwen
| Onderdeel          | Goud                  | Goud   | Zilver                | Zilver   | Brons                            | Brons          |
| ------------------ | --------------------- | ------ | --------------------- | -------- | -------------------------------- | -------------- |
| Klasse tot 48 kg   | Mönkbatyn Urantsetseg | MGL    | Haruna Asami          | JPN      | Charline Van Snick Sarah Menezes | BEL BRA        |
| Klasse tot 52 kg   | Majlinda Kelmendi     | Kosovo | Erika Miranda         | BRA      | Mareen Kräh Yuki Hashimoto       | GER JPN        |
| Klasse tot 57 kg   | Rafaela Silva         | BRA    | Marti Malloy          | USA      | Vlora Bedeti Miryam Roper        | SLO GER        |
| Klasse tot 63 kg   | Yarden Gerbi          | ISR    | Clarisse Agbegnenou   | FRA      | Anicka van Emden Gévrise Émane   | NED FRA        |
| Klasse tot 70 kg   | Yuri Alvaer           | COL    | Laura Vargas Koch     | GER      | Kim Polling Kim Seong-Yeon       | NED KOR        |
| Klasse tot 78 kg   | Sol Kyong             | PRK    | Marhinde Verkerk      | NED      | Audrey Tcheuméo Mayra Aguiar     | FRA BRA        |
| Klasse boven 78 kg | Idalys Ortíz          | CUB    | Maria Suelen Altheman | BRA      | Megumi Tachimoto Lee Jung-Eun    | JPN KOR        |
| Team               | Japan                 | Japan  | Brazilië              | Brazilië | Cuba Frankrijk                   | Cuba Frankrijk |

## Medaillespiegel
| Plaats | Land             | Goud | Zilver | Brons | Totaal |
| 1      | Japan            | 4    | 1      | 4     | 9      |
| 2      | Frankrijk        | 2    | 2      | 4     | 8      |
| 3      | Cuba             | 2    | 0      | 1     | 3      |
| 4      | Brazilië         | 1    | 4      | 2     | 7      |
| 5      | Georgië          | 1    | 2      | 0     | 3      |
| 6      | Mongolië         | 1    | 1      | 0     | 2      |
| 7      | Azerbeidzjan     | 1    | 0      | 1     | 2      |
| 8      | Colombia         | 1    | 0      | 0     | 1      |
| 8      | Israël           | 1    | 0      | 0     | 1      |
| 8      | Kosovo           | 1    | 0      | 0     | 1      |
| 8      | Noord-Korea      | 1    | 0      | 0     | 0      |
| 12     | Nederland        | 0    | 2      | 3     | 5      |
| 13     | Duitsland        | 0    | 1      | 5     | 6      |
| 14     | Rusland          | 0    | 1      | 2     | 3      |
| 15     | Kazachstan       | 0    | 1      | 0     | 1      |
| 15     | Verenigde Staten | 0    | 1      | 0     | 1      |
| 17     | Zuid-Korea       | 0    | 0      | 3     | 3      |
| 18     | België           | 0    | 0      | 2     | 2      |
| 19     | Tsjechië         | 0    | 0      | 1     | 1      |
| 19     | Griekenland      | 0    | 0      | 1     | 1      |
| 19     | Slovenië         | 0    | 0      | 1     | 1      |
| 19     | Tunesië          | 0    | 0      | 1     | 1      |
| 19     | Oekraïne         | 0    | 0      | 1     | 1      |
| Totaal | Totaal           | 16   | 16     | 32    | 64     |